# Шанхай Баостийл
Shanghai Baosteel Group Corporation е държавна компания, най-големият производител на стомана в Китай (19 900 000 т през 2003). Името ѝ идва от шанхайския район Баошан, където е нейното седалище. Образувана е на 17 ноември 1998 след вливането в Baoshan Iron and Steel Corporation на Shanghai Metallurgical Holding Group Corporation и Shanghai Meishan Group Co., Ltd.